# 伊藤新
伊藤 新（いとう あらた、1961年（昭和36年）7月22日-）は、日本の実業家、銀行家。北都銀行取締役。

## 来歴・人物
秋田県出身。秋田県立秋田高等学校、早稲田大学商学部を卒業後、日本債券信用銀行（現在のあおぞら銀行）に入行。
1991年に羽後銀行（現在の北都銀行）に入行する。北都銀行八橋支店長や秋田西支店長、経営企画部長、執行役員横手支店長、ミナミ保険代表取締役社長などを歴任。
2016年に常務取締役、2017年にはフィデアホールディングス常務執行役を兼ねる。
2018年にはフィデアホールディングス専務執行役および北都銀行取締役専務執行役員となる。
2019年4月1日付けで斉藤永吉の後任として北都銀行代表取締役頭取に就任した。
2025年（令和7年）4月1日付で、北都銀行取締役に退いた。

## 経歴
- 1980年（昭和55年）
  - 秋田県立秋田高等学校卒業
- 1985年（昭和60年）
  - 4月：早稲田大学商学部卒業後、日本債券信用銀行入行
- 1991年（平成3年）
  - 7月： 羽後銀行入行
- 2004年（平成16年）
  - 2月：北都銀行八橋支店長
- 2005年（平成17年）
  - 9月：同行秋田西支店長
- 2006年（平成18年）
  - 7月：同行仁賀保支店長
- 2008年（平成20年）
  - 7月：同行経営企画部長
- 2012年（平成24年）
  - 10月：ミナミ保険会長
  - 11月：ミナミ保険代表取締役社長
- 2014年（平成26年）
  - 6月：北都銀行執行役員横手支店長
- 2016年（平成28年）
  - 6月：同行常務取締役
- 2017年（平成29年）
  - 6月：フィデアホールディングス常務執行役CMO（最高マーケティング責任者）兼務
- 2018年（平成30年）
  - 4月:北都銀行取締役 常務執行役員
  - 6月：北都銀行取締役 専務執行役員
  - 6月:フィデアホールディングス専務執行役CMO
- 2019年（平成31年）
  - 4月:北都銀行代表取締役頭取
- 2019年（令和元年）
  - 6月:フィデアホールディングス取締役
- 2025年（令和7年）
  - 4月:フィデアホールディングス取締役会長、北都銀行取締役
  - 6月:北都銀行取締役

## 参考資料
- “第9期定時株主総会招集ご通知” (PDF).   フィデアホールディングス (2018年5月31日). 2019年5月12日閲覧。
- “第9期有価証券報告書” (PDF).   フィデアホールディングス (2018年6月22日). 2019年5月12日閲覧。

| ビジネス      | ビジネス                            | ビジネス    |
| ------------- | ----------------------------------- | ----------- |
| 先代 斉藤永吉 | 北都銀行頭取 第5代：2019年 - 2025年 | 次代 佐藤敬 |